# معالجة البيانات

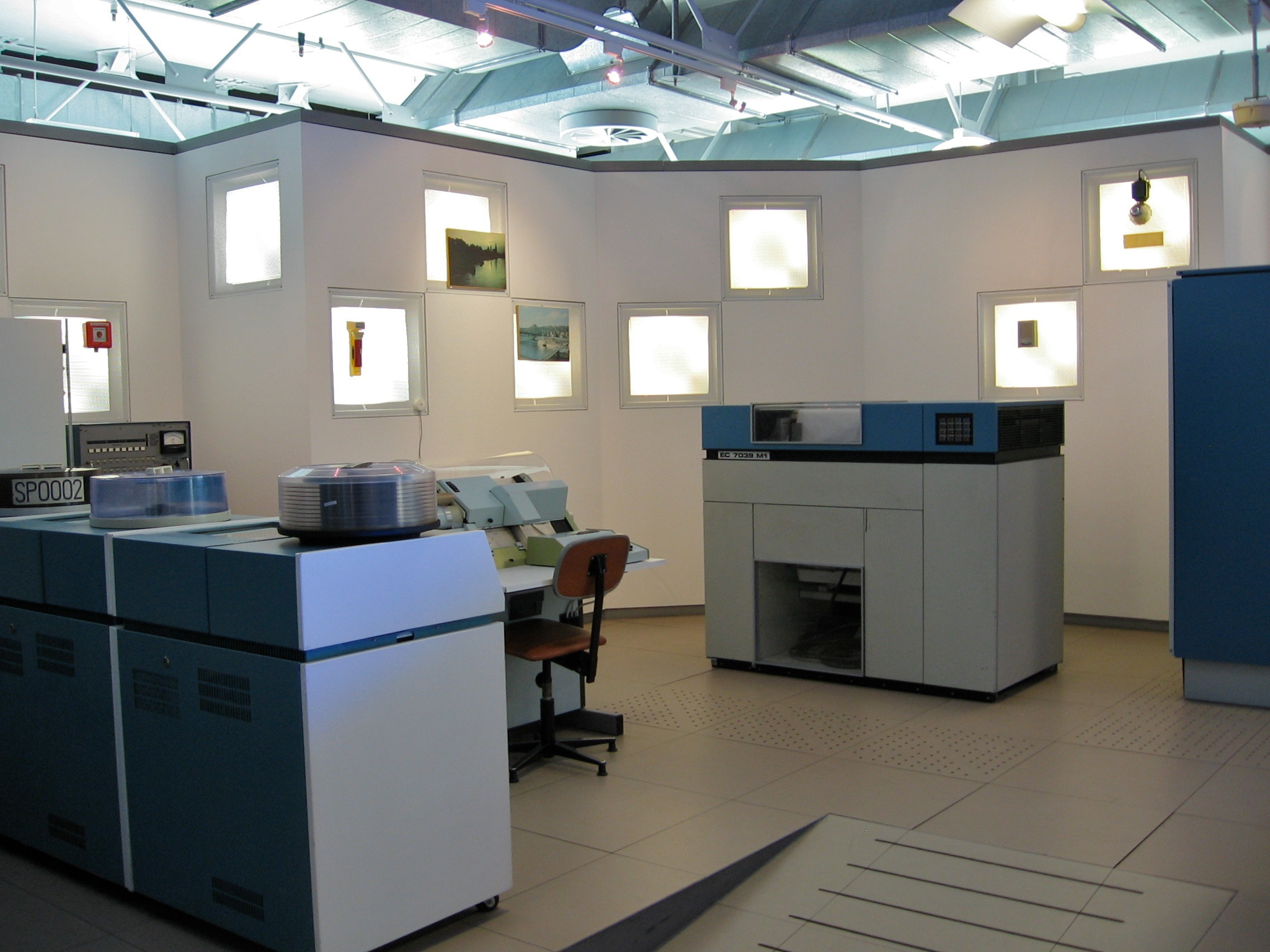
مركز معالجة البيانات

معالجة البيانات أو معالجة المعطيات جمعها ومعالجتها لإنتاج معلومات مفيدة. وبهذا المعنى يمكن اعتبارها فرعًا من معالجة المعلومات أي تغيير المعلومات بأي طريقة يمكن للملاحظ إدراكها.